# Carandaí
Carandaí là một đô thị thuộc bang Minas Gerais, Brasil. Đô thị này có diện tích 486,409 km², dân số năm 2007 là 22240 người, mật độ 513 người/km².